# Mgolombane Sandile
Mgolombane Sandile (přibližně 1820 – 1878) byl vůdce xhošského kmene Rharhabe. Sandile vedl Xhosy v několika válkách proti britské Cape Colony. Na jeho počest byl pojmenován rod jihoafrických endemitních ryb Sandélie.